# ランボルギーニ・マルツァル
ランボルギーニ・マルツァル (Lamborghini Marzal)は1967年のジュネーブモーターショーでランボルギーニが発表したコンセプトカーである。

## 概要
マルツァルはベルトーネに在籍していたマルチェロ・ガンディーニによって設計され、デザインはエスパーダへと引き継がれた。マルツァルのデザインは発表当時は斬新で、雑誌「ロード＆トラック」は「ベルトーネのデザインがあまりにも新鮮で、他のすべてのデザインが時代遅れに見える」と評した。ガラス張りのガルウィングドアとルーバー付きリアウィンドウ、インテリアトリムなどのデザインに六角形のモチーフが散りばめられている。
1967年のモナコグランプリでは、レーニエ3世が妻のグレース王女とともにパレードラップでマルツァルを運転した。また、2018年のモナコ・ヒストリック・グランプリにて、アルベール2世がマルツァルを運転した。
マルツァルはベルトーネ デザイン研究博物館に長い間保管されていたが、2011年5月21日、RMサザビーズのヴィラ・デステ・オークションにて、1,512,000ユーロで落札された。